# Canton de Villiers-sur-Marne
Le canton de Villiers-sur-Marne est une circonscription électorale française située dans le département du Val-de-Marne et la région Île-de-France.
À la suite du redécoupage cantonal de 2014, les limites territoriales du canton sont remaniées. Le nombre de communes du canton passe de deux à trois.

## Histoire
Le canton de Villiers-sur-Marne, constitué par les communes de Villiers-sur-Marne et du Plessis-Trévise est créé par démembrement du canton de Chennevières-sur-Marne par le décret du 20 janvier 1976.
Un nouveau découpage territorial du Val-de-Marne entré en vigueur à l'occasion des premières élections départementales suivant le décret du 17 février 2014. Les conseillers départementaux sont, à compter de ces élections, élus au scrutin majoritaire binominal mixte. Les électeurs de chaque canton élisent au Conseil départemental, nouvelle appellation du Conseil général, deux membres de sexe différent, qui se présentent en binôme de candidats. Les conseillers départementaux sont élus pour 6 ans au scrutin binominal majoritaire à deux tours, l'accès au second tour nécessitant 12,5 % des inscrits au 1er tour. En outre, la totalité des conseillers départementaux est renouvelée. Ce nouveau mode de scrutin nécessite un redécoupage des cantons dont le nombre est divisé par deux avec arrondi à l'unité impaire supérieure si ce nombre n'est pas entier impair, assorti de conditions de seuils minimaux. Dans le Val-de-Marne le nombre de cantons passe ainsi de 49 à 25.
Dans ce cadre, le canton de Villiers-sur-Marne est conservé et s'agrandit. Il passe de deux communes à trois.

## Représentation

### Représentation avant 2015
| Période | Période | Identité               | Étiquette          | Qualité |
| ------- | ------- | ---------------------- | ------------------ | --- |
| 1976    | 1982    | André Rouy (1902-1988) | DVG (apparenté PS) | Représentant de commerce Maire de Villiers-sur-Marne (1953 → 1977) Ancien conseiller général du Canton de Chennevières-sur-Marne (1967-1970) |
| 1982    | 1988    | Jean-Jacques Jégou     | DVD puis UDF-CDS   | Chef d'entreprise de PME Maire du Plessis-Trévise (1983 → 2014) Député du Val-de-Marne (1986 → 2002) Sénateur du Val-de-Marne (2004 → 2011)  |
| 1988    | 1994    | Serge Delaporte        | PS                 | Maire de Villiers-sur-Marne de 1977 à 1995                                                                                                   |
| 1994    | 2003    | Jacques-Alain Bénisti  | UDF                | Cadre d'entreprise Maire de Villiers-sur-Marne depuis 1995                                                                                   |
| 2003    | 2008    | Didier Dousset         | UDF puis MoDem     | Collaborateur d'élus Adjoint au maire de Villiers-sur-Marne puis maire du Plessis-Trévise                                                    |
| 2008    | 2015    | Simone Abraham-Thisse  | PS                 | Chargée de recherche au CNRS Conseillère municipale de Villiers-sur-Marne Officier de la Légion d'honneur                                    |

### Représentation depuis 2015
| Période élective | Période élective | Mandat           | Mandat           | Identité                                                | Nuance | Nuance | Qualité |
| ---------------- | ---------------- | ---------------- | ---------------- | ------------------------------------------------------- | ------ | ------ | --- |
| 2015             | 2021             | 2015             | 2021             | Emmanuel Gilles de La Londe                             |        | LR     | Cadre territorial Adjoint au Maire de Bry-sur-Marne (2008-2020)                                                                                                 |
| 2015             | 2021             | 2015             | 2021             | Sabine Patoux                                           |        | DVD    | Chef d'entreprise Adjointe au Maire du Plessis-Trévise (2008-2020) Conseillère municipale du Plessis-Trévise (depuis 2020)                                      |
| 2021             | 2028             | 2021             | 28 novembre 2023 | Jacques-Alain Benisti (Démissionnaire)                  |        | LR     | Cadre d'entreprise Maire de Villiers-sur-Marne (depuis 1995) Conseiller délégué auprès du Président, chargé de l’aménagement et de l’attractivité du territoire |
| 2021             | 2028             | 2021             | en cours         | Sabine Patoux                                           |        | DVD    | Conseillère municipale du Plessis-Trévise Membre de Soyons libres Conseillère déléguée auprès du Président, chargée de la transition énergétique                |
| 2021             | 2028             | 28 novembre 2023 | en cours         | Charles Aslangul (Remplaçant de Jacques-Alain Benisti}) |        | LR     | Avocat Maire de Bry-sur-Marne (2020 → ) Vice-président de l'EPT Paris-Est Marne et Bois (2020 → )                                                               |

### Résultats détaillés

#### Élections de mars 2015
Les binômes en lice lors des élections départementales de 2015 étaient :
- Nathalie Lemaire (sans étiquette) et Marc Norguez (PCF) ;
- Jacques Grenier (EELV) et Josette Sauvage (EELV) ;
- Emmanuel Gilles de la Londe (UMP) et Sabine Patoux (MoDem) ;
- France Duchesne (FN) et Jean-Philippe Lévêque (FN) ;
- Frédéric Massot (PS) et Dominique Testuz (PS)[9].

À l'issue du 1er tour, deux binômes sont en ballottage : Emmanuel Gilles de la Londe et Sabine Patoux (Union de la Droite, 39,78 %) et France Duchesne et Jean-Philippe Lévêque (FN, 22,77 %). Le taux de participation est de 44,4 % (17 475 votants sur 39 359 inscrits) contre 44,44 % au niveau départemental et 50,17 % au niveau national.
Au second tour, Emmanuel Gilles de la Londe et Sabine Patoux (Union de la Droite) sont élus avec 74,3 % des suffrages exprimés et un taux de participation de 42,91 % (11 138 voix pour 16 889 votants et 39 359 inscrits).
Sabine Patoux a quitté le MoDem au moment des élections municipales de 2020. Elle a mené une liste DVD.
Emmanuel de La Londe s'est présenté aux élections municipales de 2020 à la tête d'une liste qui a recueilli 30 % au premier tour. Il ne s'est pas présenté au deuxième tour.

#### Élections de juin 2021
Le premier tour des élections départementales de 2021 est marqué par un très faible taux de participation (33,26 % au niveau national). Dans le canton de Villiers-sur-Marne, ce taux de participation est de 29,89 % (11 525 votants sur 38 553 inscrits) contre 29,98 % au niveau départemental. À l'issue de ce premier tour, deux binômes sont en ballottage : Jacques Alain Benisti et Sabine Patoux (Union au centre et à droite, 31,79 %) et Alexis Marechal et Sandra Reviriego (Union au centre, 22,51 %).
Le second tour des élections est marqué une nouvelle fois par une abstention massive équivalente au premier tour. Les taux de participation sont de 34,36 % au niveau national, 32,99 % dans le département et 32,98 % dans le canton de Villiers-sur-Marne. Jacques Alain Benisti et Sabine Patoux (Union au centre et à droite) sont élus avec 54,03 % des suffrages exprimés (5 857 voix pour 12 723 votants et 38 575 inscrits),,.

## Composition

### Composition avant 2015
Le canton était constitué de deux communes.
| Nom                            | Code Insee | Codepostal | Superficie (km2) | Population (dernière pop. légale) | Densité (hab./km2) |
| ------------------------------ | ---------- | ---------- | ---------------- | --------------------------------- | ------------------ |
| Villiers-sur-Marne (chef-lieu) | 94079      | 94350      | 4,33             | 27 737 (2012)                     | 6 406              |
| Le Plessis-Trévise             | 94059      | 94420      | 4,32             | 18 976 (2012)                     | 4 393              |

### Composition depuis 2015
Le canton comprend désormais trois communes entières.
| Nom                                        | Code Insee | Intercommunalité         | Superficie (km2) | Population (dernière pop. légale) | Densité (hab./km2) | Modifier                                    |
| ------------------------------------------ | ---------- | ------------------------ | ---------------- | --------------------------------- | ------------------ | ------------------------------------------- |
| Villiers-sur-Marne (bureau centralisateur) | 94079      | Métropole du Grand Paris | 4,33             | 32 547 (2022)                     | 7 517              | modifier les données · modifier les données |
| Bry-sur-Marne                              | 94015      | Métropole du Grand Paris | 3,35             | 18 095 (2022)                     | 5 401              | modifier les données · modifier les données |
| Le Plessis-Trévise                         | 94059      | Métropole du Grand Paris | 4,32             | 21 096 (2022)                     | 4 883              | modifier les données · modifier les données |
| Canton de Villiers-sur-Marne               | 9422       |                          | 12,00            | 71 738 (2022)                     | 5 978              | modifier les données                        |

## Démographie

### Démographie avant 2015
| 1982   | 1990   | 1999   | 2006   | 2011   | 2012   |
| ------ | ------ | ------ | ------ | ------ | ------ |
| 35 587 | 37 323 | 43 288 | 47 079 | 46 317 | 46 713 |

### Démographie depuis 2015
En 2022, le canton comptait 71 738 habitants, en évolution de +8,33 % par rapport à 2016 (Val-de-Marne : +3 %, France hors Mayotte : +2,11 %).
| 2013   | 2018   | 2022   |
| ------ | ------ | ------ |
| 63 770 | 65 536 | 71 738 |